# Franz Joseph von Ritz
Franz Josef Johann Ignaz Anton von Ritz (geboren am 1. August oder 3. August 1778 in Düsseldorf; gestorben am 21. Januar 1836 ebenda) war Bergischer Hofrat und preußischer Landrat.

## Leben
Der Katholik Franz Joseph Freiherr von Ritz entstammte einem alten rheinischen Adelsgeschlecht. Sein Vater Friedrich Freiherr von Ritz war Jülicher Geheimrat und Präsident des Bergischen Hofrats in Düsseldorf. Er entstammte dessen Verbindung mit Carolina Dorothea gnt. Theodora von Bottlenberg genannt Schirp. Am 14. Oktober 1807 heiratete Franz Joseph in der Düsseldorfer Kirche St. Lambert Francoise Aglaé Constance Désiré Yolande de Copis de Goislen (geboren in Lüttich; gestorben vor 1836).
1796 nahm Franz Joseph von Ritz an der Universität in Göttingen ein Studium der Rechtswissenschaft auf. 1804 gehörte er dem Bergischen Hof als Geheimrat an und zum 11. Januar 1805 erhielt er seine Ernennung zum Bergischen Marsch-Kommissar, mit dem Übergang des Herzogtums Berg an Napoleon nahm aber auch der bisherige Hofstaat sein Ende und von Ritz wurde pensioniert. Unter dem Rechtsnachfolger des Herzogtums, dem Großherzogtum Berg nahm von Ritz 1813/1814 erneut die Stellung eines General-Marsch-Kommissars ein, wurde aber im Zuge von dessen Ende auf Wartegeld gesetzt.
Mit der Bildung des Provinz Jülich-Kleve-Berg und der Einrichtung der neuen Kreise wurde Franz Joseph von Ritz zunächst zum 1. Mai 1816 als landrätlicher Kommissar in Lennep eingesetzt und dort mit der Verwaltung des Kreis Lennep beauftragt. Zum 1. Januar 1817 erhielt er die Umsetzung als neuer Landrat des Kreis Mettmann, ab Mitte des Jahres 1820 erkrankt trat er mit Allgemeiner Kabinettsorder vom 24. August 1820 wegen „geschwächter Gesundheit“ in den Ruhestand. Nach seinem Ausscheiden wurde der Kreis Mettmann mit dem Kreis Elberfeld vereinigt und entstand erst nach der Ausgliederung der Städte Barmen und Elberfeld 1861 unter seinem ursprünglichen Namen erneut.